# Sigmund Handel
Sigmund Eduard von Handel, též Sigismund (25. března 1812 Vídeň – 3. června 1887 Linec), byl rakouský šlechtic a politik německé národnosti, v 2. polovině 19. století poslanec Říšské rady z Horních Rakous.

## Biografie
Pocházel ze staré německé rodiny povýšené v roce 1819 do stavu svobodných pánů, Byl synem rakouského diplomata a dvorního rady Paula Handela (1776–1847) Patřil mezi osobní přátele spisovatele Adalberta Stiftera.
Zasedal jako poslanec Říšské rady (celostátního parlamentu Předlitavska), kam nastoupil ve volbách roku 1879 za kurii velkostatkářskou v Horních Rakousích. Mandát mu byla ale odepřen na schůzi 10. května 1880 a jeho volba anulována. Ve volebním období 1879–1885 se uvádí jako baron Sigmund von Handel, c. k. místodržitelský rada, bytem Stadl-Paura.
Po volbách roku 1879 se uvádí jako ústavověrný poslanec. Na Říšské radě se v říjnu 1879 uvádí jako člen mladoněmeckého Klubu sjednocené Pokrokové strany (Club der vereinigten Fortschrittspartei).
Zemřel v červnu 1887 po opakovaném záchvatu mrtvice.
Jeho starší nevlastní bratr Heinrich (1806–1887) sloužil v armádě a v hodnosti polního zbrojmistra byl nakonec prezidentem Nejvyššího vojenského soudu. Další bratr Maximilian (1809–1885) byl rakouským diplomatem a v letech 1848–1866 dlouholetým vyslancem ve Württembersku. Další bratr Rudolf (1821–1879) působil jako právník a prezident zemského soudu v Linci, později byl také poslancem říšské rady. Potomci rodu se ve veřejném životě uplatňovali i v dalších generacích, Sigmundův synovec Eduard von Handel-Mazzetti (1838–1898) byl rakousko-uherským generálem, syn Erasmus von Handel (1860–1928) byl dlouholetým místodržitelem v Horním Rakousku a v letech 1916–1917 rakouským ministrem vnitra.